# Jüdischer Friedhof (Kriegshaber)

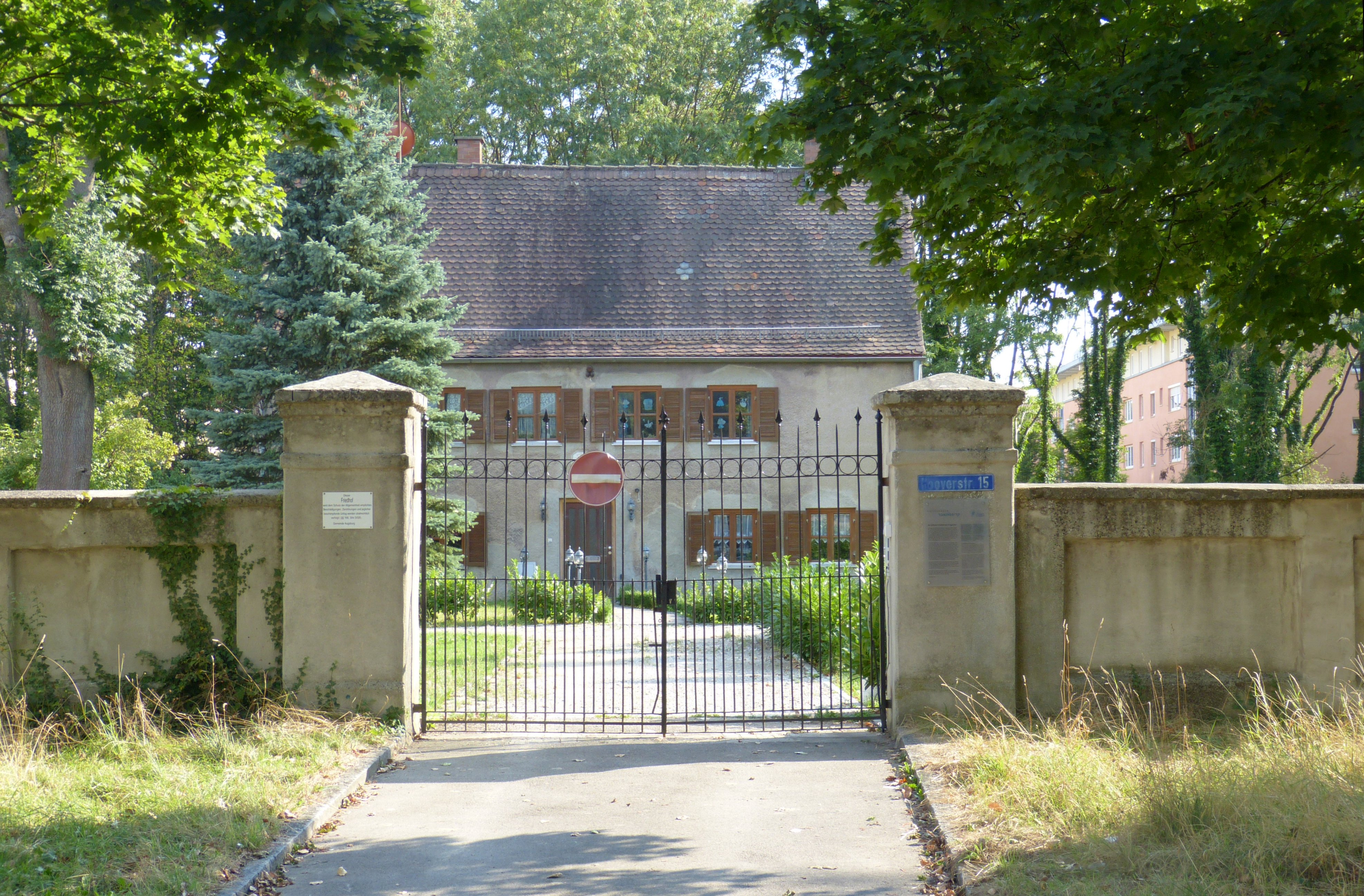
Eingangstor des Friedhofs

Der Jüdische Friedhof Kriegshaber entstand 1626 als Begräbnisstätte der jüdischen Gemeinden der Orte Pfersee, Kriegshaber, Oberhausen und Steppach, die heute Stadtteile von Augsburg und Neusäß im Bezirk Schwaben im Südwesten Bayerns sind. Die Gemeinden sind seit etwa 1570 nachweisbar. Der Friedhof befindet sich an der Hooverstraße 15 im ehemaligen Stadtteil Cramerton der US-Garnison Augsburg, wo er eine Enklave bildete. Die jüdische Gemeinde in Augsburg bereitet derzeit (Ende 2013) die künftige Nutzung noch freier Grabflächen zur Beisetzung von verstorbenen Gemeindemitgliedern.

## Geschichte

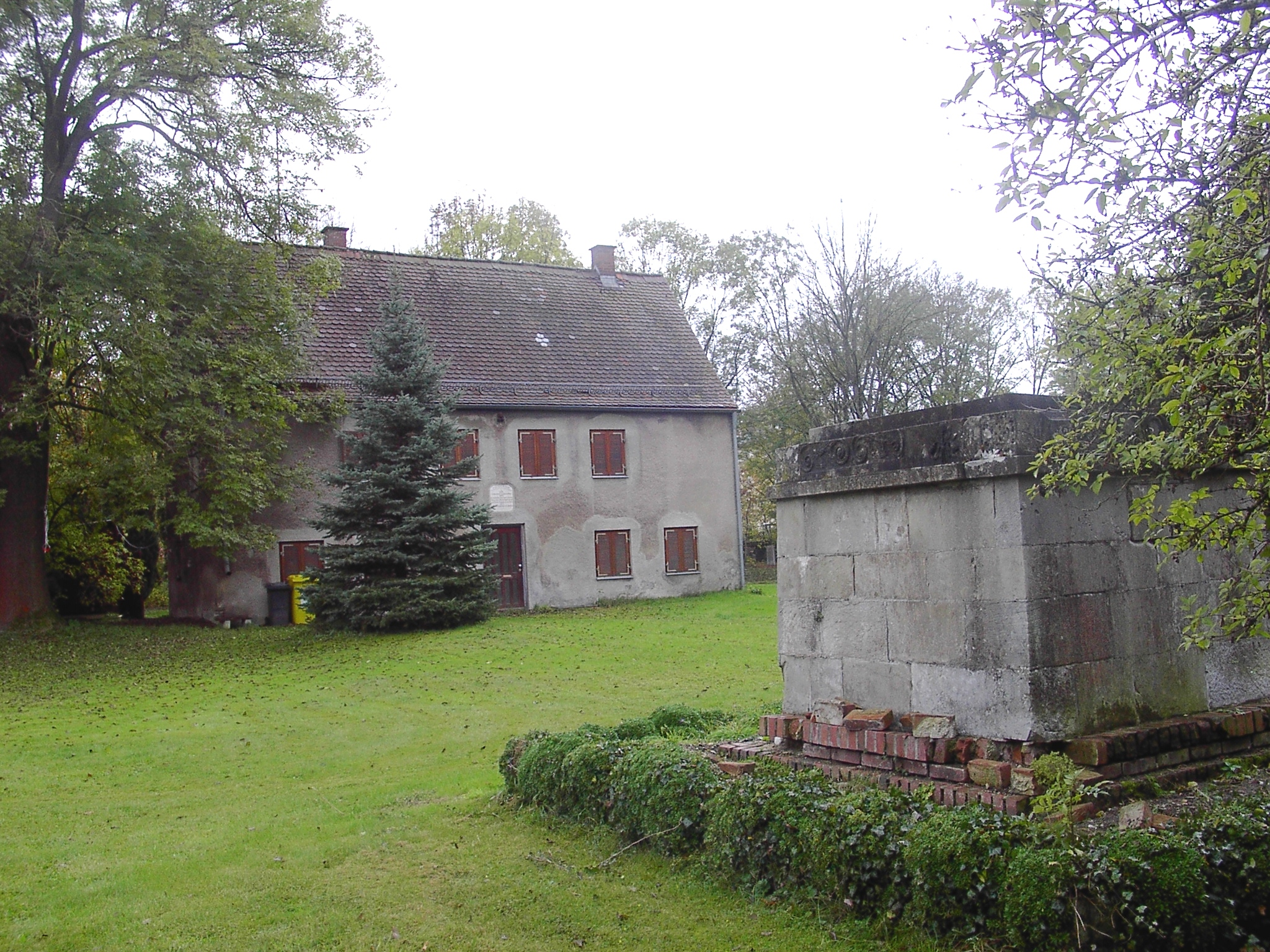
Taharahaus

Im mittelalterlichen Augsburg ist seit mindestens 1298 ein jüdischer Friedhof belegt. Dieser wurde nach 1450 zerstört und die Grabsteine in der Stadt verbaut. Nach der Auflösung der jüdischen Gemeinde um 1440 siedelten einige Augsburger Juden in der näheren Umgebung. Um 1570 sind jüdische Gemeinden in den oben genannten Gemeinden vorhanden. Diese gründeten 1626 den gemeinsam genutzten Friedhof. 1695 und 1722 wurde der Friedhof erweitert. 1724 wurde das Taharahaus erbaut und 1825 die Umfassungsmauer errichtet. Bis 1816 nutzten die Münchener, bis 1868 auch die Augsburger Juden den Friedhof. Nach der Einweihung des Augsburger Friedhofs im Stadtteil Hochfeld wurden noch bis 1940 Bestattungen der orthodoxen Gemeinde Kriegshaber durchgeführt. 1942 wurden von deutschen Soldaten zahlreiche Grabsteine zerstört und umgeworfen. 1946 errichteten Augsburger Steinmetze aus Überresten ein Denkmal neben dem Eingang. Bis 1951 wurden am Friedhof noch Begräbnisse vorgenommen, dabei handelte es sich hauptsächlich um sogenannte Displaced Persons (DP).
Die Mehrzahl der etwa 700 erhaltenen Grabsteine haben eine ausschließlich hebräische Inschrift, die ältesten stammen aus der Zeit um 1650.

## Grabstätten bedeutender Persönlichkeiten

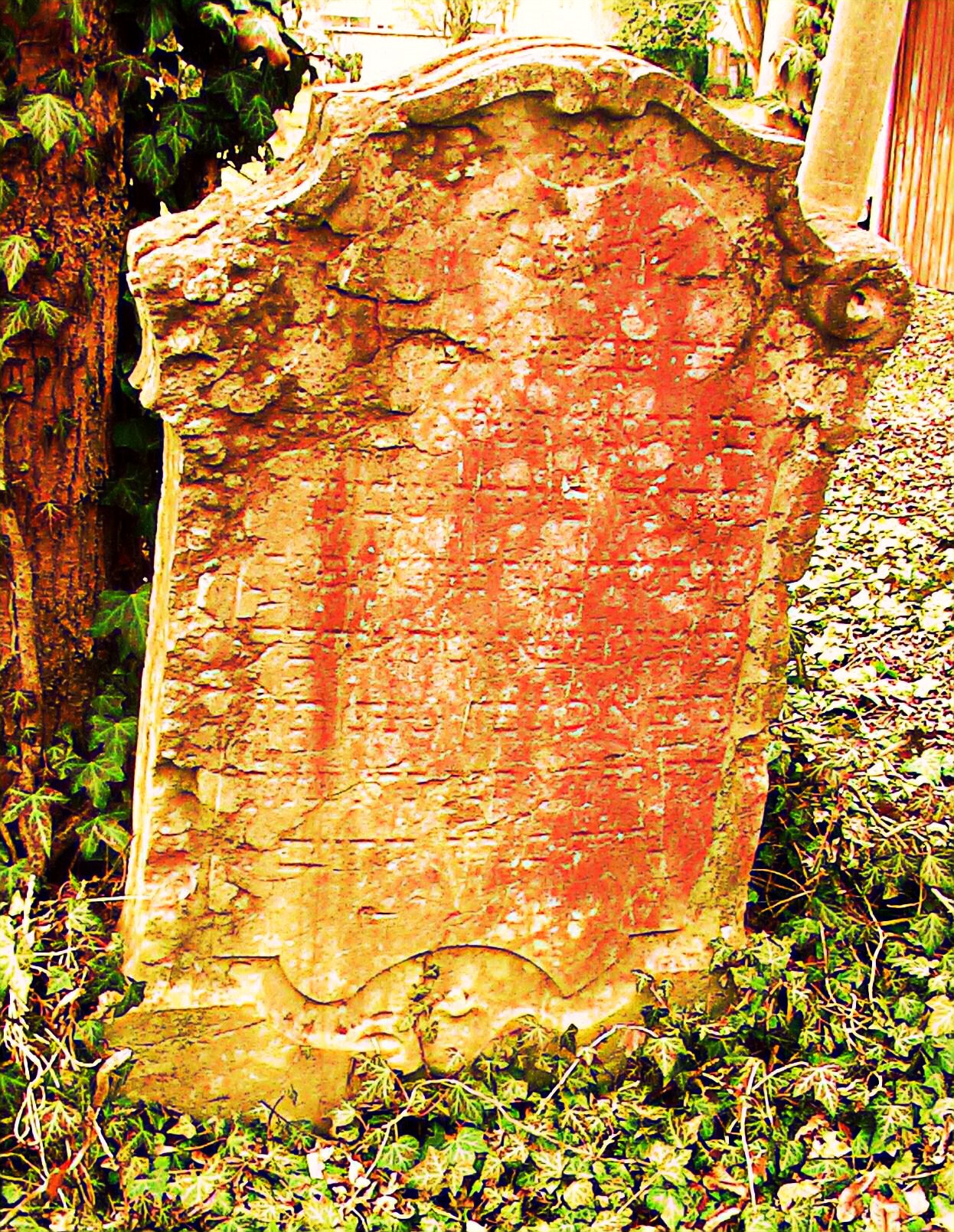
Grabstein von Simon Wertheimer

- Ferdinand Wertheimer (1817–1883), österreichischer Gutsbesitzer und liberaler Politiker
- R. Isaak „Seckel“ b Menachem Etthausen (1685–1763)
- Simon Wolf Wertheimer (1681–1763)
- Carl von Obermayer (1811–1889)
- Isidor Obermayer (1783–1862)
- Henle Efraim Ulman (gest. 1807)
- Ber Ulmo (Bernhard Ullmann, 1751–1837), Vorsitzender der jüdischen Gemeinde Pfersee
- Abraham Mendle (?–1767), kurbayerischer Hoffaktor